# Titus Claudius Asellus
Titus Claudius Asellus római katonatiszt, politikus. A plebeius Claudiusok közé tartozott. Kr. e. 207-ben katonai tribunus volt Caius Claudius Nero consul hadseregében, Kr. e. 206-ban pedig megválasztották praetornak. Tartománya Szardínia volt. Kr. e. 204-ben az aedilis plebisi magistraturát viselte.
Szintén a Titus Claudius Asellus nevet viselte egy római lovag, akit Kr. e. 142-ben ifjabb Scipio Africanus censor javaslatára megfosztottak rangjától. Az ítéletet jogtalannak tartotta, és hadi érdemeire hivatkozott, amire a censor a következő szállóigével válaszolt: „Agas asellum, si bovem non agere queas!” (azaz Ha nem telik ökörre, vezess inkább öszvért! A mondás arra utal, hogy ha valamit nem engedhet meg magának az ember, olcsóbb pótlással is be kell érnie. Ennek tréfás éle fordításban magyarázatra szorul: Asellus latinul öszvért jelent.). Amikor Kr. e. 139-ben Asellust néptribunussá választották, azzal vádolta meg Scipiót, hogy censorsága rossz ómen volt, mivel pestis követte. Scipio azonban azzal az ironikus megjegyzéssel hárította el a vádat, miszerint nem csoda, hogy pestis tört ki, mivel censortársa, Lucius Mummius visszahelyezte Asellust elvesztett pozíciójába.
Feltehetően ezt a Claudius Asellust mérgezte meg felesége, Licinia.